# ジャズに関する機関と組織の一覧
ジャズに関する機関と組織の一覧（List of jazz institutions and organizations）は、ジャズ関連の団体を一覧にしたものである。

## アルファベット

### A
- アメリカジャズ博物館（American Jazz Museum） -  アメリカ合衆国 ミズーリ州カンザスシティ
- AACM（Association for the Advancement of Creative Musicians） -  アメリカ合衆国 イリノイ州シカゴ

### B
- ベン・ウェブスター財団（Ben Webster Foundation） -  デンマーク コペンハーゲン
- バークリー音楽大学（Berklee College of Music） -  アメリカ合衆国 マサチューセッツ州ボストン

### J
- ジャズ・アット・リンカーン・センター（Jazz at Lincoln Center） -  アメリカ合衆国 ニューヨーク
- ジャズ・ロフト・プロジェクト（Jazz Loft Project） -  アメリカ合衆国 アリゾナ大学、デューク大学

### L
- ルイ・アームストロングの家（Louis Armstrong House） -  アメリカ合衆国 ニューヨーク・クイーンズ区